# Jonas Šimėnas
Jonas Šimėnas (ur. 31 lipca 1953 w Papiliai w rejonie oniksztyńskim, zm. 15 marca 2023 w Wilnie) – litewski polityk, geolog, poseł na Sejm.

## Życiorys
W 1978 uzyskał specjalizację z zakresu hydrogeologii, studiował na Uniwersytecie Wileńskim. Pracował w ekspedycjach geologicznych organizowanych przez Litewską Geologiczną Administrację. Od 1981 był zatrudniony w Gorżdach przy odwiertach na Morzu Bałtyckim.
W 1988 zaangażował się w działalność polityczną w ramach niepodległościowego Sąjūdisu, kierując jego lokalnymi strukturami. 24 lutego 1990 wybrano go deputowanym Rady Najwyższej Litewskiej SRR. Należał do sygnatariuszy Aktu Przywrócenia Państwa Litewskiego z 11 marca 1990.
Po zakończeniu kadencji parlamentu od 1992 był doradcą parlamentarnej frakcji Litewskiej Partii Chrześcijańskich Demokratów i asystentem lidera tego ugrupowania, Algirdasa Saudargasa. W 1996 krótko pracował w ministerstwie ochrony środowiska jako główny specjalista. W tym samym roku z ramienia chadeków uzyskał ponownie mandat posła na Sejm, który sprawował do 2000. Bez powodzenia kandydował w kolejnych wyborach parlamentarnych. Zajął się działalnością naukową, opublikował prace poświęcone m.in. biopaliwom. Pozostawał jednocześnie członkiem chadeków, a po zjednoczeniu w 2008 przystąpił do Związku Ojczyzny.
Na skutek wyborów do Sejmu w tym samym roku powrócił do parlamentu, uzyskując mandat z listy partyjnej TS-LKD. W 2012 nie został ponownie wybrany. W 2020 dołączył do nowego ugrupowania pod nazwą Związek Chrześcijański, był w 2020 jego kandydatem do Sejmu.